# قارچ پینه‌ای لاجوردی
قارچ پینه‌ای لاجوردی (نام علمی: Terana caerulea) نام یک گونه از راسته تاقچه‌ای‌قارچ‌سانان است.